# Tennoji station
Tennōji station (japanska: 天王寺駅?, Tennōji-eki) är en järnvägsstation i stadsdelen Tennōji-ku i Osaka, Japan. 

## Linjer
- JR Osaka-Kanjo-sen, (JR Nishi Nihon)
- Yamatoji-sen (JR Nishi Nihon )
- Hanwa-sen (JR Nishi Nihon )
- Osakas tunnelbana

På den intilliggande stationen Ōsaka Abenobashi finns:
- Kintetsu Minami-Osaka-sen (Kintetsu)